# Acianthera serrulatipetala
Acianthera serrulatipetala é uma espécie de orquídea epífita, família Orchidaceae, que existe em Minas Gerais, Brasil. São plantas reptantes robustas cujo comprimento dos caules e rizomas é variável bem como a largura das folhas. Suas flores são igualmente variáveis. As flores podem ser inteiramente alaranjadas, verdes ou com detalhes púrpura. A sépala dorsal costuma ser transparente com três listas púrpura na base e é mais espessa e púrpura no terço apical. As pétalas são lanceoladas, sempre translúcidas, com três linhas púrpura, o labelo é verrucoso, estreito, onde predomina o alaranjado. Trata-se de espécie da Alliance da Acianthera saundersiana, espécie da qual é difícil de separar, geralmente as flores da A. serrulatipetala tem sépalas laterais mais fortemente carenadas e longitudinalmente  dobradas.

## Publicação e sinônimos
- Acianthera serrulatipetala (Barb.Rodr.) Pridgeon & M.W.Chase, Lindleyana 16: 246 (2001).

Sinônimos homotípicos:
- Pleurothallis serrulatipetala  Barb.Rodr., Gen. Spec. Orchid. 2: 33 (1881).